# Sail-les-Bains
Sail-les-Bains település Franciaországban, Loire megyében. Lakosainak száma 208 fő (2022. január 1.). Sail-les-Bains Montaiguët-en-Forez, Urbise és Saint-Martin-d’Estréaux községekkel határos.

## Népesség
A település népessége az elmúlt években az alábbi módon változott:
| Lakosok száma | 346  | 316  | 264  | 220  | 202  | 203  | 200  | 201  | 201  | 208  |
|               | 1968 | 1982 | 1990 | 2006 | 2013 | 2015 | 2017 | 2019 | 2020 | 2022 |